# Кучера, Микулаш
Микулаш Кучера (словац. Mikuláš Kucsera; 10 июня 1902, Будапешт — 28 мая 1987, Братислава) — чехословацкий легкоатлет, выступавший в прыжках в высоту. Участник летних Олимпийских игр 1924 года.

## Биография
Микулаш Кучера родился 10 июня 1902 года в австро-венгерском городе Будапешт (сейчас в Венгрии).
Выступал в легкоатлетических соревнованиях за ЧСШК и ПТЕ из Братиславы. Тренировался под началом Яна Гайдоци. В 1922 и 1924 годах был чемпионом Чехословакии в прыжках в высоту с результатами соответственно 175 и 180 см. 
В 1924 году вошёл в состав сборной Чехословакии на летних Олимпийских играх в Париже. В прыжках в высоту не смог выполнить ни одной зачётной попытки в квалификации.
Умер 28 мая 1987 года в чехословацком городе Братислава (сейчас в Словакии).

## Личный рекорд
- Прыжки в высоту — 186 см (1923)[5]